# Stihar
Stihar (grčki: stikhárion), dio odežde pravoslavnih svećenika; dugačka i široka oprava, slična dugačkoj košulji, od bijelog i šarenog materijala. Nosi se ispod felona. Odgovara albi u katoličkoj crkvi.
Stihare nose i dječaci kad sudjeluju u nekim pravoslavnim obredima (npr. sahranama, litijama) ili običajima (vertep).